# Giovanni Pignatelli
Giovanni Battista Pignatelli (* vor 1540; † vor 1600) auch Gianbattista Pignatelli war Reitmeister und Reitlehrer und beeinflusste die Weitergabe der Techniken der altitalienischen Reitkunst nach Mitteleuropa.
Seine Schüler waren unter anderem Salomon de la Broue und Antoine de Pluvinel.

## Familie
Pignatelli stammte aus einer wichtigen adligen Familie. Die Pignatellis gaben Italien einen Papst, Innozenz XII., und einen Heiligen, Joseph Pignatelli. Noch heute gibt es in Neapel einen Palazzo Pignatelli. Trotz seiner Berühmtheit zu Lebzeiten und seiner zahlreichen Schüler ist wenig über Pignatellis Leben bekannt.
Sicher ist, dass er wie Grisone, aus Neapel stammte. Er wird jedoch sodann unter den Personen erwähnt, die in den 1540er bis 1570er Jahren im Dienst der Familie Orsini standen, wie im Inventar der Ställe des Herzogs von Bracciano vermerkt ist. Er soll dort der Reitlehrer des Herzogs Paolo Giordano Orsini gewesen sein und auch für den, diesem nahe verwandten, Kardinal Alessandro Farnese, Neffe von Papst Paul III., gearbeitet haben.
Alessandro und Ottavio Farnese, berühmte Reiter in ihrer Zeit, waren mit Karl V. 1546–47 im Schmalkaldischen Krieg in Deutschland gewesen, wo auch ein Kontingent schwerer neapolitanischer Reiter eingesetzt war. Sie können Pignatelli dort kennengelernt haben, sicher ist dies nicht.
Pignatelli lebte lange in oder bei Rom und verbrachte die aktivste Zeit seines Lebens in der Stadt der Päpste. Im Buch der Nobilità di Napoli, das 1569 veröffentlicht wurde, wird er dementsprechend als neapolitanischer Rittmeister erwähnt, der in der ewigen Stadt lebe.
Ferraro berichtet, dass Pignatelli im Alter zurück nach Neapel zu einem anderen Reitlehrer gezogen sei, einem gewissen Serpentino, der einer der Lehrmeister von Ferraro war. Dies muss um 1570 geschehen sein und vielleicht war der Grund auch die stets unsichere finanzielle Lage und Moral seines Arbeitgebers, des Herzogs von Bracciano.

## Leistungen
In Neapel lehrte Pignatelli, zuweilen auf einem Stuhl sitzend, seine Schüler die Reitkunst. Sein Ruf zog Adelige aus ganz Europa an, aber durch seine Verbindung zu Kardinal Alessandro Farnese, der lange in Frankreich geweilt hatte, insbesondere Franzosen. Antoine de Pluvinel und Salomon de la Broue sind seine Schüler, aber auch Italiener wie Giovanni de Gamboa.
Pluvinel und de la Broue sollen fünf bis sechs Jahre lang in Neapel geblieben sein, dies ist jedoch zu bezweifeln. Wenn Pignatelli 1570 nach Neapel zurückkehrte und Pluvinel, wie bekannt, sich 1572 erneut in Paris befindet, wird die normale Aufenthaltsdauer eines Schülers wie auch sonst bei der Grand Tour üblich einige Monate bis ein Jahr betragen haben.
Claudio Corte beschreibt Pignatelli als einen „neapolitanischen Gentleman, nicht weniger witzig als höflich und in seinem Beruf als Reitlehrer von seltenem Talent“.
Pluvinel gibt den berühmten Rat Pignatellis, immer sanft mit dem Pferd umzugehen, an seinen Schüler Ludwig XIII. weiter. Zudem sagt man Pignatelli die Erfindung der Wassertrense nach, die es allerdings schon bei den Römern und auch vor diesen gab. Man muss ihm jedoch deren Wiedereinführung in einer Zeit hoch anrechnen, als man die wildesten Konstruktionen schuf, um das Pferd in die Versammlung zu zwingen.
Der Verdienst Pignatellis ist vor allem auch die Nutzung eines Pfahls, später in die Pilaren verwandelt, mit dem er das Pferd bog und zum Untertreten brachte. Er lehrte damit als erster noch heute bekannter Rittmeister die Wichtigkeit der Biegung, um das Pferd zur Gewichtaufnahme und ins Gleichgewicht zu bringen.